# Patrice Brisebois
Joseph Jean-Guy Patrice Brisebois (* 27. Januar 1971 in Montréal, Québec) ist ein ehemaliger kanadischer Eishockeyspieler und Automobilrennfahrer. Während seiner aktiven Eishockeykarriere zwischen 1987 und 2009 bestritt er unter anderem 1107 Spiele für die Canadiens de Montréal und Colorado Avalanche in der National Hockey League auf der Position des Verteidigers. Seinen größten Karriereerfolg feierte Brisebois in Diensten der Canadiens de Montréal, wo er den Großteil seiner Laufbahn verbrachte, mit dem Gewinn des Stanley Cups im Jahr 1993. Im Anschluss an seine Zeit als Eishockeyspieler war zwischen 2009 und 2015 als Rennfahrer in der NASCAR Canadian Tire Series tätig.

## Karriere

### Eishockey
Der in Montréal geborene Brisebois begann seine Juniorenkarriere im Jahr 1986 bei den Montréal-Bourassa in der Québec Amateur Athletic Association. In seiner einzigen Spielzeit dort gelangen ihm 34 Scorerpunkte in 39 Partien. Ab der Spielzeit 1987/88 war der Abwehrspieler für drei Jahre in der Ligue de hockey junior majeur du Québec bei den Titan de Laval aktiv. Brisebois gehörte während dieser Zeit zu den besten Offensiv-Verteidigern der Liga. Nach 44 Punkten in seiner Rookiesaison steigerte er sich im folgenden Jahr auf 65 und in seinem dritten Jahr auf 88. In dieser Zeit wurde er im NHL Entry Draft 1989 von den Canadiens de Montréal in der zweiten Runde an insgesamt 30. Stelle gedraftet. Zudem gewann er mit den Titan in den Jahren 1989 sowie 1990 jeweils die Coupe du Président und wurde ins Second All-Star Team der LHJMQ gewählt. Vor Beginn der Saison 1990/91 wechselte Brisebois innerhalb der LHJMQ zu den Voltigeurs de Drummondville, wo er an die Leistungen, die er in Laval gezeigt hatte, anknüpfte. Mit 61 Scorerpunkten war er erneut sehr erfolgreich. Darüber hinaus wurde er ins First All-Star Team der LHJMQ berufen und erhielt die Trophée Émile Bouchard als bester Verteidiger der Liga. Dies berechtigte ihn an der Wahl zum CHL Defenceman of the Year teilzunehmen, bei der er sich gegen Chris Snell und Darryl Sydor durchsetzte. In den vier Spieljahren in der LHJMQ verbuchte der Franko-Kanadier insgesamt 322 Scorerpunkte in 258 Spielen.
Nach dem Ausscheiden seines Teams aus den LHJMQ-Playoffs holten die Canadiens de Montréal ihre einstige Draftwahl in die National Hockey League. Brisebois beeindruckte in den zehn Partien, die er bestritt, so sehr, dass er in der folgenden Saison fest im Franchise der Canadiens integriert wurde. Zwar kam er hauptsächlich bei den Fredericton Canadiens, dem Farmteam Montréals, in der American Hockey League zum Einsatz, bestritt aber auch 26 Spiele für Montréal. Zudem kam er in elf Playoff-Partien zum Einsatz. Am Ende der Stanley-Cup-Playoffs 1993 errang er mit den Canadiens den prestigeträchtigen Stanley Cup. Zur Saison 1993/94 war Brisebois fester Bestandteil des NHL-Kaders. Insgesamt verblieb er weitere zwölf Jahre bis zum Ende der Spielzeit 2003/04 bei den Canadiens. Seine beste Spielzeit absolvierte er dabei in der Saison 1997/98 als ihm in 79 Spielen 37 Punkte gelangen.
Aufgrund des Lockouts in der NHL-Saison 2004//05 verließ Brisebois im Sommer 2004 die Habs und unterschrieb am 13. Oktober 2004 einen Vertrag bei den Kloten Flyers aus der Schweizer Nationalliga A. In der Saison 2004/05 ging er aber nur zehnmal für die Flyers aufs Eis. Dennoch gelangen ihm drei Tore und ein Assist. Zum Spieljahr 2005/06 kehrte der Kanadier nach Nordamerika zurück. Er unterzeichnete einen Zweijahresvertrag bei der Colorado Avalanche. In seiner ersten Saison beim Team aus Denver stellte er mit 38 Scorerpunkten eine neue persönliche Bestmarke auf. Die folgende Saison wurde von einer schweren Verletzung des Verteidigers überschattet. Er bestritt lediglich 33 Spiele, da er sich Ende Dezember 2006 am Rücken verletzte. Trotz der Verletzung fand er zur Saison 2007/08 in seinem Ex-Team Canadiens de Montréal einen neuen Arbeitgeber. Brisebois erhielt einen Zweijahresvertrag, kam aber nicht mehr so regelmäßig zum Einsatz und glänzte auch in der Offensive nicht mehr so wie vor der Verletzung.

#### International
Brisebois vertrat sein Heimatland bei den Junioren-Weltmeisterschaften 1990 in Finnland und 1991 in Kanada. Bei beiden Austragungen konnte das kanadische Team die Goldmedaille gewinnen. In beiden Jahren konnte die Mannschaft gegenüber der UdSSR bei Punktgleichheit den direkten Vergleich gewinnen. Brisebois kam bei beiden Turnieren in allen sieben Spielen zum Einsatz. 1990 verbuchte er dabei vier Scorerpunkte, ein Jahr später sieben.

### NASCAR
Da Brisebois für die Saison 2009/10 kein neues NHL-Team fand, das ihn unter Vertrag nehmen wollte, gab er am 24. September 2009 seinen Rücktritt vom aktiven Eishockeysport bekannt. Der Franko-Kanadier widmete sich anschließend einer Karriere als Rennfahrer in der NASCAR Canadian Tire Series. Beim NASCAR Canada Canadian Tire Series NAPA AutoPro 100 2009 auf dem Circuit Gilles-Villeneuve belegte er den zwölften Rang, nachdem er in der Qualifikation 15. geworden war. Zuvor hatte er bereits am NASCAR Canada Canadian Tire Series GP3R 100 2009 auf dem Circuit Trois-Rivières teilgenommen, jedoch wegen Überhitzung das Rennen vorzeitig beendet.

## Erfolge und Auszeichnungen
| - 1989 Coupe-du-Président-Gewinn mit den Titan de Laval - 1989 Trophée Michael Bossy - 1990 Coupe-du-Président-Gewinn mit den Laval Titan - 1990 LHJMQ Second All-Star Team - 1991 LHJMQ First All-Star Team | - 1991 Trophée Émile Bouchard - 1991 CHL Defenceman of the Year - 1991 Memorial Cup All-Star Team - 1993 Stanley-Cup-Gewinn mit den Canadiens de Montréal - 2014 Aufnahme in den Temple de la Renommée de la LHJMQ |

### International
- 1990 Goldmedaille bei der Junioren-Weltmeisterschaft
- 1991 Goldmedaille bei der Junioren-Weltmeisterschaft

## Karrierestatistik

### International
Vertrat Kanada bei:
- Junioren-Weltmeisterschaft 1990
- Junioren-Weltmeisterschaft 1991

(Legende zur Spielerstatistik: Sp oder GP = absolvierte Spiele; T oder G = erzielte Tore; V oder A = erzielte Assists; Pkt oder Pts = erzielte Scorerpunkte; SM oder PIM = erhaltene Strafminuten; +/− = Plus/Minus-Bilanz; PP = erzielte Überzahltore; SH = erzielte Unterzahltore; GW = erzielte Siegtore; 1 Play-downs/Relegation; Kursiv: Statistik nicht vollständig)